# Філатов Юрій Миколайович
Юрій Миколайович Філатов (*30 липня 1948, Українська РСР, Хмельницька область, Новоушицький район, селище міського типу Нова Ушиця) — радянський та український веслувальник на байдарці, Заслужений майстер спорту СРСР (1970), дворазовий олімпійський чемпіон 1972 та 1976 років, Заслужений тренер СРСР.
Виступав за спортивні товариства «Локомотив» та «Водник» м. Києва.
Першу золоту олімпійську медаль Юрій Філатов здобув на мюнхенській Олімпіаді в складі команди СРСР на байдарці-четвірці на дистанції 1000 метрів, другу - на монреальській Олімпіаді, знову ж на четвірці на дистанції 1000 метрів. Обидві олімпійськи нагороди отримані під час тренування під керівництвом Заслуженого тренера СРСР Качура В.М.